# The Crow
The Crow er en amerikansk actionthriller og fantasyfilm fra 1994 og er instrueret af Alex Proyas. Hovedrollen som "The Crow" spilles af Brandon Lee, mens andre centrale roller spilles af Ernie Hudson, Anna Levine, Michael Wincott, David Patrick Kelly og Ling Bai. Manuskript er baseret på James O'Barrs tegneserie med samme titte fra 1989. Filmen regnes som en kultfilm og fik meget opmærksomhed på grund af at hovedrolleindehaveren (Brandon Lee) døde under indspilningen.

## Medvirkende
- Brandon Lee som Eric Draven
- Ernie Hudson som Albrecht
- Michael Wincott som Top Dollar
- David Patrick Kelly som T-Bird
- Angel David som Skank
- Rochelle Davis som Sarah
- Bai Ling som Myca
- Lawrence Mason som Tin Tin
- Michael Massee som Funboy
- Bill Raymond som Mickey